# Catoptropteryx apicalis
Catoptropteryx apicalis är en insektsart som först beskrevs av Bolívar, I. 1893.  Catoptropteryx apicalis ingår i släktet Catoptropteryx och familjen vårtbitare. Inga underarter finns listade i Catalogue of Life.